# Kongresshalle Böblingen

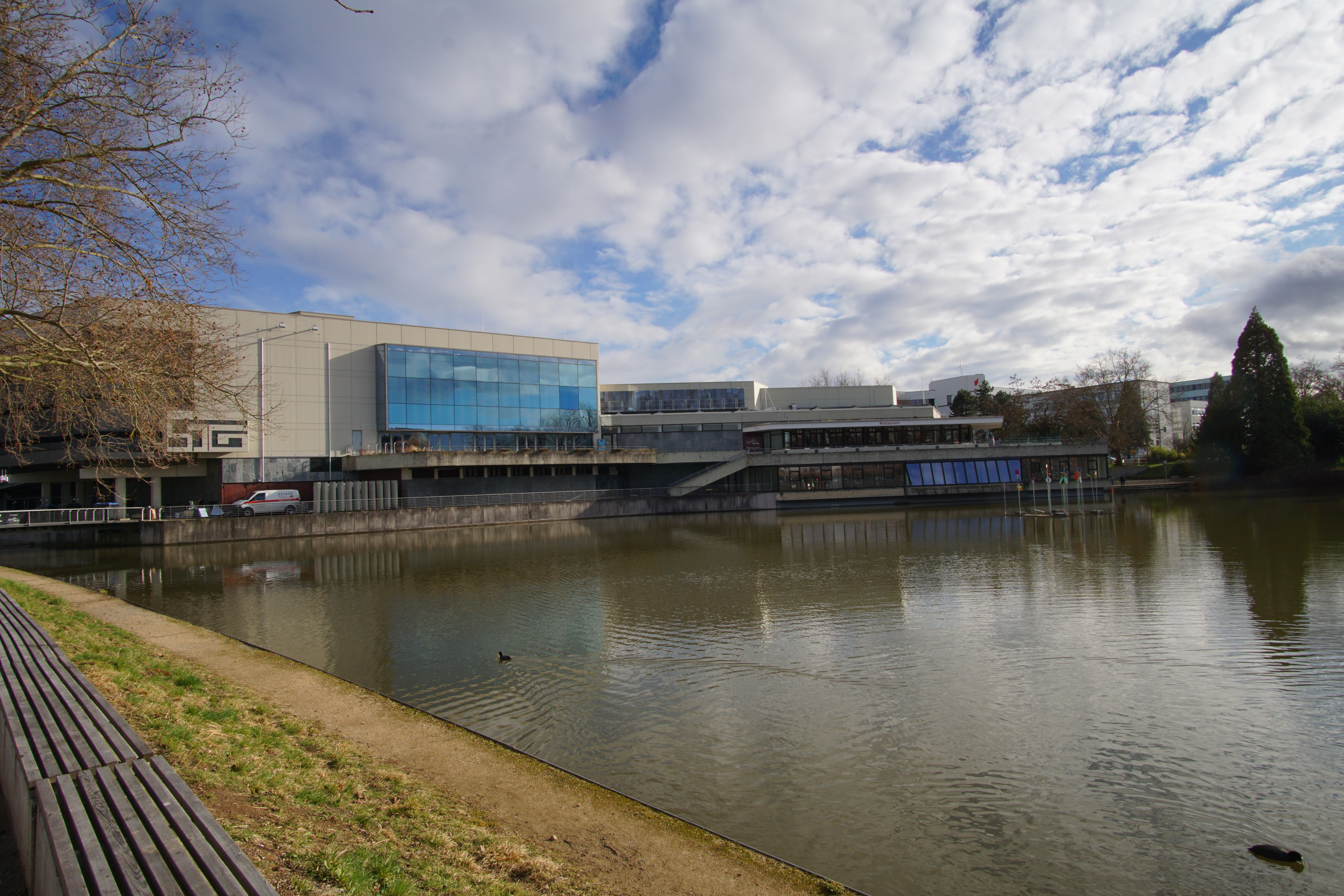
Kongresshalle vom Unteren See aus

Die Kongresshalle Böblingen ist ein Veranstaltungszentrum, das 1969 eröffnet wurde.
Betrieben wird die Halle von der Congress Center Böblingen / Sindelfingen GmbH (kurz: CCBS), einer Gesellschaft, deren Gesellschafter die Städte Böblingen und Sindelfingen sind und die zugleich die Stadthalle Sindelfingen betreibt.
Die Kongresshalle wird wegen des Kurzzeichens der ehem. Betreibergesellschaft CongressCentrum Böblingen GmbH auch als „CCB“ bezeichnet.
Sie besitzt drei verschieden große Veranstaltungsräume, die jeweils über ein eigenes Foyer verfügen und unabhängig voneinander nutzbar sind.
In den 1990er Jahren wurden im Rahmen eines größeren Umbaus im Restaurantbereich acht als „Salons“ bezeichnete Tagungsräume geschaffen, die fast alle nach den Partnerstädten der Stadt benannt sind.
Eine Asbestsanierung / Modernisierung im Bereich Württemberg-Saal erfolgte im Jahr 1997.
Eine Asbestsanierung / Modernisierung im Bereich Europa-Saal erfolgte in den Jahren 1999 und 2000.
Veranstaltungsräume:
- Europa-Saal (ehem. „großer Saal“)
- Württemberg-Saal (ehem. „kleiner Saal“)
- Schwarzwald-Saal (ehem. „Übungsraum“)

Foyers der Veranstaltungsräume:
- Foyer Europa-Saal (ehem. „Neckarland-Saal“, davor „Foyer großer Saal“)
- Foyer Württemberg-Saal (ehem. „Foyer kleiner Saal“)
- Foyer Schwarzwald-Saal

Tagungsräume (am unteren See):
- Bergama
- Glenrothes
- Alba
- Krems
- Sömmerda

Tagungsräume (auf Restaurantebene):
- Pontoise
- Geleen
- Lufthansa